# Miélan
Miélan – miejscowość i gmina we Francji, w regionie Oksytania, w departamencie Gers.
Według danych na rok 1990 gminę zamieszkiwało 1 290 osób, a gęstość zaludnienia wynosiła 59 osób/km² (wśród 3020 gmin regionu Midi-Pyrénées Miélan plasuje się na 272. miejscu pod względem liczby ludności, natomiast pod względem powierzchni na miejscu 505.).